# Алменд (селище, Нью-Йорк)
Алменд (англ. Almond) — селище (англ. village) в США, в округах Аллегені і Стубен штату Нью-Йорк. Населення — 415 осіб (2020).

## Географія
Алменд розташований за координатами 42°19′10″ пн. ш. 77°44′19″ зх. д. / 42.31944° пн. ш. 77.73861° зх. д. (42.319325, -77.738608).  За даними Бюро перепису населення США в 2010 році селище мало площу 1,46 км², уся площа — суходіл.

## Демографія
Згідно з переписом 2010 року, у селищі мешкало 466 осіб у 188 домогосподарствах у складі 121 родини. Густота населення становила 319 осіб/км².  Було 212 помешкання (145/км²).
Расовий склад населення:
| - 97,4 % — білих - 0,6 % — азіатів |

До двох чи більше рас належало 1,9 %. Частка іспаномовних становила 1,5 % від усіх жителів.
За віковим діапазоном населення розподілялося таким чином: 28,1 % — особи молодші 18 років, 56,9 % — особи у віці 18—64 років, 15,0 % — особи у віці 65 років та старші. Медіана віку мешканця становила 39,6 року. На 100 осіб жіночої статі у селищі припадало 104,4 чоловіків;  на 100 жінок у віці від 18 років та старших — 100,6 чоловіків також старших 18 років.
Середній дохід на одне домашнє господарство  становив 57 040 доларів США (медіана — 48 864), а середній дохід на одну сім'ю — 63 848 доларів (медіана — 56 750). Медіана доходів становила 43 750 доларів для чоловіків та 44 167 доларів для жінок. За межею бідності перебувало 20,7 % осіб, у тому числі 35,8 % дітей у віці до 18 років та 1,4 % осіб у віці 65 років та старших.
Цивільне працевлаштоване населення становило 188 осіб. Основні галузі зайнятості: освіта, охорона здоров'я та соціальна допомога — 35,6 %, роздрібна торгівля — 13,3 %, виробництво — 12,8 %.